# Sara Call
Sara Call (16 de julho de 1977) é uma ex-futebolista profissional sueca que atuava como defensora.

## Carreira
Sara Call fez parte do elenco da Seleção Sueca de Futebol Feminino, nas Olimpíadas de 2000. 